# Arrenurus marshallae
Arrenurus marshallae är en kvalsterart som först beskrevs av Piersig 1904.  Arrenurus marshallae ingår i släktet Arrenurus och familjen Arrenuridae. Inga underarter finns listade i Catalogue of Life.